# 布雷-柯蒂斯相异度
布雷-柯蒂斯相异度（英语：Bray–Curtis dissimilarity）是一个生态学和生物学术语，由J. Roger Bray和John T. Curtis提出，基于物种多度对不同样地物种组成差异进行衡量的测度。其计算公式是：
{\displaystyle BC_{ij}=1-{\frac {2C_{ij}}{S_{i}+S_{j}}}}
其中，{\displaystyle i}和{\displaystyle j}分别是两个调查样地的编号，{\displaystyle C_{ij}}是两个样地共有物种的多度较小值之和，{\displaystyle S_{i}}和{\displaystyle S_{j}}分别是两个样地的物种多度之和。关于计算的拓展阅读请参见Legendre & Legendre。
布雷-柯蒂斯相异度介于0和1之间，0意味着两个调查样地的物种组成完全相同，而1则表示两个调查样地的物种组成完全不同。
布雷-柯蒂斯相异度经常被误认为是一种距离测度（"距离的定义应当基于三角不等式，但是很多差异性的度量并不具有该属性，为了区别这些差异性度量和距离度量，我们称它们为‘相异度’”)）。由于它不满足三角不等式，我们应当称之为“相异度”而非“距离”，以避免混淆。一些软件如mothur软件包提供了计算大量调查样地之间相异度的方法。
布雷-柯蒂斯相异度和雅卡尔指数（英语：Jaccard index）相似，但是由于布雷-柯蒂斯相异度是半度量的，所以雅卡尔指数可能会是更好的选择。

## 延伸阅读
- Czekanowski J (1909) Zur Differentialdiagnose der Neandertalgruppe. Korrespbl dt Ges Anthrop 40: 44–47.
- Somerfield, PJ (2008) Identification of Bray-Curtis similarity index: comment on Yoshioka (2008). Mar Ecol Prog Ser 372: 303–306.
- Yoshioka PM (2008) Misidentification of the Bray-Curtis similarity index. Mar Ecol Prog Ser 368: 309–310. http://doi.org/10.3354/meps07728